# Giovanni Antonio Agostini
Giovanni Antonio Agostini (Fielis, 1550 – Udine, 1º agosto 1631) è stato un pittore e intagliatore italiano.

## Biografia

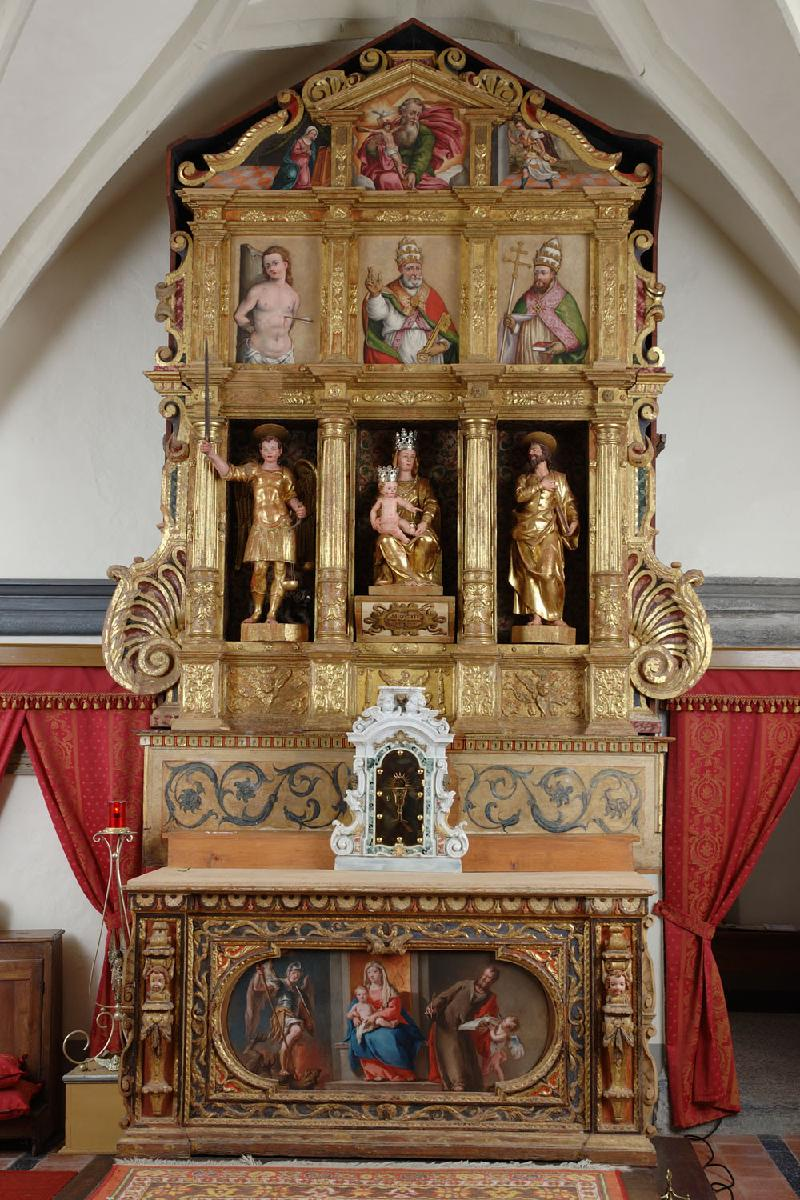
Altare maggiore, chiesa di San Michele, Formeaso di Zuglio

Attivo dal 1570, è stato autore di diversi polittici e di altari lignei sparsi nelle chiese della Carnia. A Udine una sua pala del 1588 si trova nel Museo civico.
Fu allievo di Pomponio Amalteo, a sua volta allievo del Pordenone, il pittore friulano più noto del periodo tardo manierista.
Non fu molto apprezzato come pittore, tuttavia ci rimangono opere egregie fra le quali un Beato Bertrando d'Aquileia nella sacrestia superiore del Duomo di Udine.
La sua vera arte la espresse negli altari lignei molto diffusi tra le chiese delle valli alpine. Il suo capolavoro è la cosiddetta Gran macchina, un altare ligneo per la chiesa della Madonna d'Aprato a Tarcento datato 1603.
Questa opera segna il passaggio dalla pittura e scultura manierista e quella barocca.